# Antonio Rómar
Antonio Rómar (Madrid, 1981) es un poeta, narrador, escritor español y profesor de escritura creativa en el Taller de escritura creativa Fuentetaja. Está licenciado en Periodismo y Teoría de la Literatura y Literatura comparada. Ha trabajado en el mundo editorial y se ha encargado de la edición de obras como  El libro de las mil noches y una noche (junto a Jesús Urceloy, editorial Cátedra, 2006) o de Aquelarre, antología del cuento de terror español contemporáneo (junto a Pablo Mazo Agüero, editorial Salto de Página, 2013). Esta última obra ganó el Premio Nocte honorífico en 2011 a la mejor labor editorial. También ha colaborado con revistas literarias, como Culturamas, donde escribe sobre poesía, o la revista Hélice, donde publica críticas y ensayos literarios.
Su libro de poemas Diversos destinos consulares (Ed. Ya lo dijo Casimiro Parker, 2011) se sitúa en la línea del compromiso político y crítica social de Jorge Riechmann.
Su primer libro de cuentos De puro meteoro (Aristas Martínez) ganó en 2021 el XVIII Premio Setenil.

## Poesía
- Diversos destinos consulares, Ed. Ya lo dijo Casimiro Parker, 2011.

## Cuentos
- De puro meteoro, Aristas Martínez, 2020.

## Traducciones
- Lawrence Ferlinghetti, El pulso de la luz (poesía escogida), Salto de Página, 2016.[8]
- Jim Dodge, Lluvia sobre el río, Salto de Página, 2017.
- Lawrence Ferlinghetti, Un parque de atracciones de la mente. Ya lo dijo Casimiro Parker, 2022.

## Premios
| Predecesor: Cristina Sánchez Andrade | Premio Setenil 2021 | Sucesor: Fernando Navarro |